# Кристіан Дюбе
Кристіа́н Дюбе́ (фр. Christian Dubé; 25 квітня 1977, Шербрук, провінція Квебек) — канадський хокеїст, нападник.

## Ігрова кар'єра
У драфті НХЛ 1995 року, був обраний у другому раунді під 39 номером «Нью-Йорк Рейнджерс».
Кристіан виступав чотири сезони в QMJHL, де він був одним з найкращих бомбардирів. Ставав двічі чемпіоном світу молодіжного чемпіонату у 1996 та 1997 роках у складі збірної Канади. 
Виступав у НХЛ в складі «Нью-Йорк Рейнджерс», за який відіграв правда за три сезони лише 36 матчів. Більшість матчів провів у фарм-клубі «Рейнджерс» «Гартфорд Вулвс Пек» в Американській хокейній лізі.
У 21 річному віці Кристіан підписує контракт з «Лугано» (Національна ліга А). У 2000 і 2001 роках він двічі програв фінал з своєю командою клубу ЦСК Лайонс. У сезоні 2002/03, Дюбе переходить до СК «Берн» і стає одним з найбільш високооплачуваних хокеїстів чемпіонату Швейцарії. У Берні нападник є провідним гравцем та найкращим бомбардиром. Його контракт був дійсним до кінця сезону 2010/11 років, однак не був продовжений. З СК «Берн» він виграв два чемпіонати 2004 та 2010 років та став віце-чемпіон у 2007 році. З 2011 року виступає у Національній лізі А за клуб «Фрібур-Готтерон».
Дюбе є учасником Кубка Шпенглера 2012 року у складі ХК «Фрібур-Готтерон».

## Нагороди та досягнення
- 1994 Мішель Бержерон Трофі.
- 1996 Мішель Брір Трофі.
- 1996 КХЛ перша команда зірок.
- 1996 КХЛ гравець року.
- 1996 Френк Дж. Селкі Трофі.
- 1996 Пол Дюмон Трофі.
- 1996 Чемпіон світу молодіжного чемпіонату світу.
- 1997 Кубок Президента у складі «Халл Олімпікс».
- 1997 Чемпіон світу молодіжного чемпіонату світу.
- 2004 Чемпіон Швейцарії у складі СК «Берн».
- 2010 Чемпіон Швейцарії у складі СК «Берн».

## Статистика
| Сезон      | Клуб               | Ліга      | Регулярний сезон | Регулярний сезон | Регулярний сезон | Регулярний сезон | Регулярний сезон | Плей-оф | Плей-оф | Плей-оф | Плей-оф | Плей-оф |
| Сезон      | Клуб               | Ліга      | І                | Г                | П                | О                | ШХ               | І       | Г       | П       | О       | ШХ      |
| ---------- | ------------------ | --------- | ---------------- | ---------------- | ---------------- | ---------------- | ---------------- | ------- | ------- | ------- | ------- | ------- |
| 1991-1992  | ХК «Мартіньї»      | НЛБ       | -                | -                | -                | -                | -                | 2       | 0       | 0       | 0       | 0       |
| 1992-1993  | ХК «Мартіньї»      | НЛБ       | -                | -                | -                | -                | -                | 2       | 0       | 1       | 1       | 0       |
| 1993-1994  | Шербрук Фенікс     | ГЮХЛК     | 72               | 31               | 41               | 72               | 22               | -       | -       | -       | -       | -       |
| 1994-1995  | ХК «Мартіньї»      | НЛБ       | 1                | 0                | 0                | 0                | 0                | -       | -       | -       | -       | -       |
| 1994-1995] | Шербрук Фенікс     | ГЮХЛК     | 71               | 36               | 65               | 101              | 43               | 7       | 1       | 7       | 8       | 8       |
| 1995-1996  | Шербрук Фенікс     | ГЮХЛК     | 62               | 52               | 93               | 145              | 105              | 7       | 5       | 5       | 10      | 6       |
| 1996-1997  | Халл Олімпікс      | ГЮХЛК     | 19               | 15               | 22               | 37               | 27               | 14      | 7       | 16      | 23      | 14      |
| 1996-1997  | Нью-Йорк Рейнджерс | НХЛ       | 27               | 1                | 1                | 2                | 4                | 3       | 0       | 0       | 0       | 0       |
| 1997-1998  | Гартфорд Вулвс Пек | АХЛ       | 79               | 11               | 46               | 57               | 46               | 9       | 0       | 4       | 4       | 6       |
| 1998-1999  | Нью-Йорк Рейнджерс | НХЛ       | 6                | 0                | 0                | 0                | 0                | -       | -       | -       | -       | -       |
| 1998-1999  | Гартфорд Вулвс Пек | АХЛ       | 58               | 21               | 30               | 51               | 20               | 6       | 0       | 3       | 3       | 4       |
| 1999-2000  | Лугано             | НЛА       | 45               | 25               | 26               | 51               | 52               | 14      | 8       | 12      | 20      | 14      |
| 2000-2001  | Лугано             | НЛА       | 44               | 20               | 34               | 54               | 50               | 18      | 4       | 14      | 18      | 22      |
| 2001-2002  | Лугано             | НЛА       | 37               | 22               | 37               | 59               | 22               | 13      | 4       | 13      | 17      | 14      |
| 2002-2003  | СК Берн            | НЛА       | 44               | 15               | 38               | 53               | 26               | 13      | 4       | 8       | 12      | 12      |
| 2003-2004  | СК Берн            | НЛА       | 35               | 14               | 35               | 49               | 24               | 15      | 3       | 16      | 19      | 8       |
| 2004-2005  | СК Берн            | НЛА       | 34               | 12               | 26               | 38               | 20               | 11      | 4       | 5       | 9       | 8       |
| 2005-2006  | СК Берн            | НЛА       | 38               | 7                | 25               | 32               | 48               | 6       | 1       | 2       | 3       | 8       |
| 2006-2007  | СК Берн            | НЛА       | 40               | 16               | 38               | 54               | 36               | 17      | 0       | 16      | 16      | 24      |
| 2007-2008  | СК Берн            | НЛА       | 47               | 10               | 42               | 52               | 30               | 6       | 1       | 4       | 5       | 12      |
| 2008-2009  | СК Берн            | НЛА       | 46               | 15               | 41               | 56               | 32               | 6       | 3       | 2       | 5       | 2       |
| 2009-2010  | СК Берн            | НЛА       | 5                | 1                | 5                | 6                | 0                | 13      | 2       | 8       | 10      | 12      |
| 2010-2011  | СК Берн            | НЛА       | 44               | 14               | 35               | 49               | 18               | 11      | 2       | 4       | 6       | 6       |
| 2011-2012  | Фрібур-Готтерон    | НЛА       | 40               | 8                | 28               | 36               | 55               | 11      | 3       | 3       | 6       | 4       |
| 2012-2013  | Фрібур-Готтерон    | НЛА       | 48               | 13               | 29               | 42               | 18               | 16      | 0       | 9       | 9       | 2       |
| 2013-2014  | Фрібур-Готтерон    | НЛА       | 36               | 8                | 12               | 20               | 8                | 10      | 1       | 6       | 7       | 6       |
| 2014-2015  | Фрібур-Готтерон    | НЛА       | 46               | 10               | 15               | 25               | 43               | 6       | 1       | 2       | 3       | 25      |
| НЛА разом  | НЛА разом          | НЛА разом | 629              | 210              | 466              | 676              | 482              | 186     | 41      | 124     | 165     | 179     |